# نوسان‌ساز کلاپ
نوسان‌ساز کلاپ یا نوسان‌ساز گوریت یک نوسان‌ساز الکترونیکی LC است که از ترکیب خاصی از یک سلف و سه خازن برای تنظیم فرکانس نوسان‌ساز استفاده می‌کند. نوسان‌سازهای LC از ترانزیستور (یا لامپ خلأ یا عنصر بهره دیگر) و شبکه بازخورد مثبت استفاده می‌کنند. این نوسان‌ساز پایداری فرکانسی خوبی دارد.

## پیشینه
طرح نوسان‌ساز کلاپ توسط جیمز کیلتون کلاپ در سال ۱۹۴۸ هنگام کار در رادیو همگانی منتشرشد. با توجه به واتسکاژ، نوسان‌سازهای از این نوع به‌طور مستقل توسط چند مخترع توسعه داده شد، و یکی از توسعه یافته‌های آن توسط گوریت در عمل در بی‌بی‌سی در سال ۱۹۳۸ بود.

## مدار

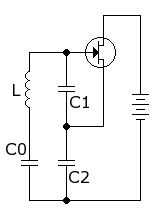
نوسان‌ساز کلاپ (شبکه بایس جریان-مستقیم نشان داده نشده‌است)

نوسان‌ساز کلاپ برای تنظیم فرکانس خود از یک سلف و سه خازن استفاده می‌کند. نوسان‌ساز کلاپ اغلب به صورت یک نوسان‌ساز کولپیتس ترسیم می‌شود که دارای یک خازن (C0) اضافی است که به صورت سری با سلف قرار داده شده‌است.
فرکانس نوسان برحسب هرتز (چرخه در ثانیه) برای مدار درون شکل، که از ترانزیستور اثر میدانی (فِت) استفاده می‌کند، است:
{\displaystyle f_{0}={1 \over 2\pi }{\sqrt {{1 \over L}\left({1 \over C_{0}}+{1 \over C_{1}}+{1 \over C_{2}}\right)}}\ .}
خازن‌های C1 و C2 معمولاً بسیار بزرگتر از C0 هستند، بنابراین جمله 1/C0 بر سایر ظرفیت‌ها غلبه دارد و فرکانس نزدیک به رزونانس سری L و C0 است. مقاله کلاپ مثالی می‌زند که C1 و C2 40 برابر بزرگتر از C0 هستند. این تغییر باعث می‌شود مدار کلاپ برای تغییرات ظرفیت C2 حدود ۴۰۰ برابر نسبت به نوسان‌ساز کولپیتس پایدارتر باشد.
خازن‌های C0، C1 و C2 یک تقسیم‌کننده ولتاژ تشکیل می‌دهند که میزان ولتاژ بازخورد اعمال شده بر ورودی ترانزیستور را تعیین می‌کند.
گرچه از مدار کلاپ توسط ساختن C0 با یک خازن متغیر به صورت یک نوسان‌ساز با فرکانس متغیر (VFO) استفاده می‌شود، واتسکاژ اظهار داشت که نوسان‌ساز کلاپ «فقط برای کار با فرکانس‌های ثابت یا حداکثر باندهای باریک (حداکثر در حدود ۱: ۱٫۲) قابل استفاده است.» مسئله این است که در شرایط معمول، بهره حلقه نوسان‌ساز کلاپ در f −3 متغیر است، بنابراین گستره‌های وسیعی باعث فراراه‌اندازی تقویت‌کننده می‌شوند. برای وی‌اف‌اوها، واتسکاژ مدارهای دیگری را توصیه می‌کند. به نوسان‌ساز واتسکاژ مراجعه کنید.

## بیشتر خواندن
- Ulrich L. Rohde, Ajay K. Poddar, Georg Böck "The Design of Modern Microwave Oscillators for Wireless Applications ", John Wiley & Sons, New York, NY, May, 2005, شابک ‎۰−۴۷۱−۷۲۳۴۲−۸.
- George Vendelin, Anthony M. Pavio, Ulrich L. Rohde " Microwave Circuit Design Using Linear and Nonlinear Techniques ", John Wiley & Sons, New York, NY, May, 2005, شابک ‎۰−۴۷۱−۴۱۴۷۹−۴.
- A. Grebennikov, RF and Microwave Transistor Oscillator Design. Wiley 2007. شابک ‎۹۷۸−۰−۴۷۰−۰۲۵۳۵−۲.